# Campeonato Argentino de Futebol de 1965
O Campeonato Argentino de Futebol de 1965 foi a trigésima quinta temporada da era profissional da Primeira Divisão do futebol argentino. O certame foi disputado em dois turnos de todos contra todos, entre 18 de abril e 19 de dezembro de 1965. O Boca Juniors sagrou-se campeão argentino, pela décima sexta vez.

## Participantes
| Equipe             | Cidade       |
| ------------------ | ------------ |
| Argentinos Juniors | Buenos Aires |
| Atlanta            | Buenos Aires |
| Banfield           | Banfield     |
| Boca Juniors       | Buenos Aires |
| Chacarita Juniors  | Villa Maipú  |
| Estudiantes        | La Plata     |
| Ferro Carril Oeste | Buenos Aires |
| Gimnasia y Esgrima | La Plata     |
| Huracán            | Buenos Aires |
| Independiente      | Avellaneda   |
| Lanús              | Lanús        |
| Newell's Old Boys  | Rosário      |
| Platense           | Buenos Aires |
| Racing Club        | Avellaneda   |
| River Plate        | Buenos Aires |
| Rosario Central    | Rosário      |
| San Lorenzo        | Buenos Aires |
| Vélez Sarsfield    | Buenos Aires |

## Classificação final
| Pos | Equipes                     | J  | V  | E  | D  | GM | GS | Pts |
| --- | --------------------------- | -- | -- | -- | -- | -- | -- | --- |
| 1   | Boca Juniors                | 34 | 19 | 12 | 3  | 55 | 30 | 50  |
| 2   | River Plate                 | 34 | 22 | 5  | 7  | 55 | 24 | 49  |
| 3   | Vélez Sarsfield             | 34 | 14 | 12 | 8  | 48 | 32 | 40  |
| 4   | Ferro Carril Oeste          | 34 | 11 | 15 | 8  | 41 | 33 | 37  |
| 5   | Estudiantes de La Plata     | 34 | 13 | 10 | 11 | 41 | 39 | 36  |
| 5   | Racing Club                 | 34 | 10 | 16 | 8  | 39 | 35 | 36  |
| 7   | Platense                    | 34 | 12 | 11 | 11 | 37 | 30 | 35  |
| 8   | San Lorenzo                 | 34 | 12 | 10 | 12 | 41 | 35 | 34  |
| 8   | Banfield                    | 34 | 11 | 12 | 11 | 34 | 32 | 34  |
| 10  | Rosario Central             | 34 | 9  | 14 | 11 | 37 | 39 | 32  |
| 10  | Newell's Old Boys           | 34 | 9  | 14 | 11 | 29 | 40 | 32  |
| 12  | Huracán                     | 34 | 11 | 9  | 14 | 45 | 54 | 31  |
| 12  | Independiente               | 34 | 8  | 15 | 11 | 30 | 31 | 31  |
| 14  | Atlanta                     | 34 | 9  | 11 | 14 | 33 | 42 | 29  |
| 14  | Lanús                       | 34 | 9  | 11 | 14 | 31 | 43 | 29  |
| 16  | Argentinos Juniors          | 34 | 10 | 8  | 16 | 41 | 51 | 28  |
| 17  | Gimnasia y Esgrima La Plata | 34 | 9  | 7  | 18 | 31 | 57 | 25  |
| 18  | Chacarita Juniors           | 34 | 5  | 14 | 15 | 32 | 53 | 24  |

|  |          |
|  | Campeão. |

## Premiação
| Campeonato Argentino de Futebol de 1965 |
| --------------------------------------- |
| Boca Juniors Campeão (16° título)       |

## Goleadores
| Jogador | Jogador             | Gols | Equipe          |
| ------- | ------------------- | ---- | --------------- |
|         | Juan Carlos Carone  | 19   | Vélez Sarsfield |
|         | Eladio Zárate       | 18   | Huracán         |
|         | Alfredo Rojas       | 17   | Boca Juniors    |
|         | Oscar Más           | 16   | River Plate     |
|         | Eduardo Flores      | 14   | Estudiantes     |
|         | Juan Carlos Lallana | 14   | River Plate     |